# Раздоровский поселковый совет
Раздоровский поселковый совет (укр. Роздорська селищна рада) — входит в состав
Синельниковского района
Днепропетровской области
Украины.
Административный центр поселкового совета находится в 
пгт Раздоры.

## Населённые пункты совета
- пгт Раздоры
- с. Острый Камень
- с. Нововознесенка
- с. Раздолье

## Ликвидированные населённые пункты совета
- с. Запорожье-Грудоватое